# Joseph Kariyil

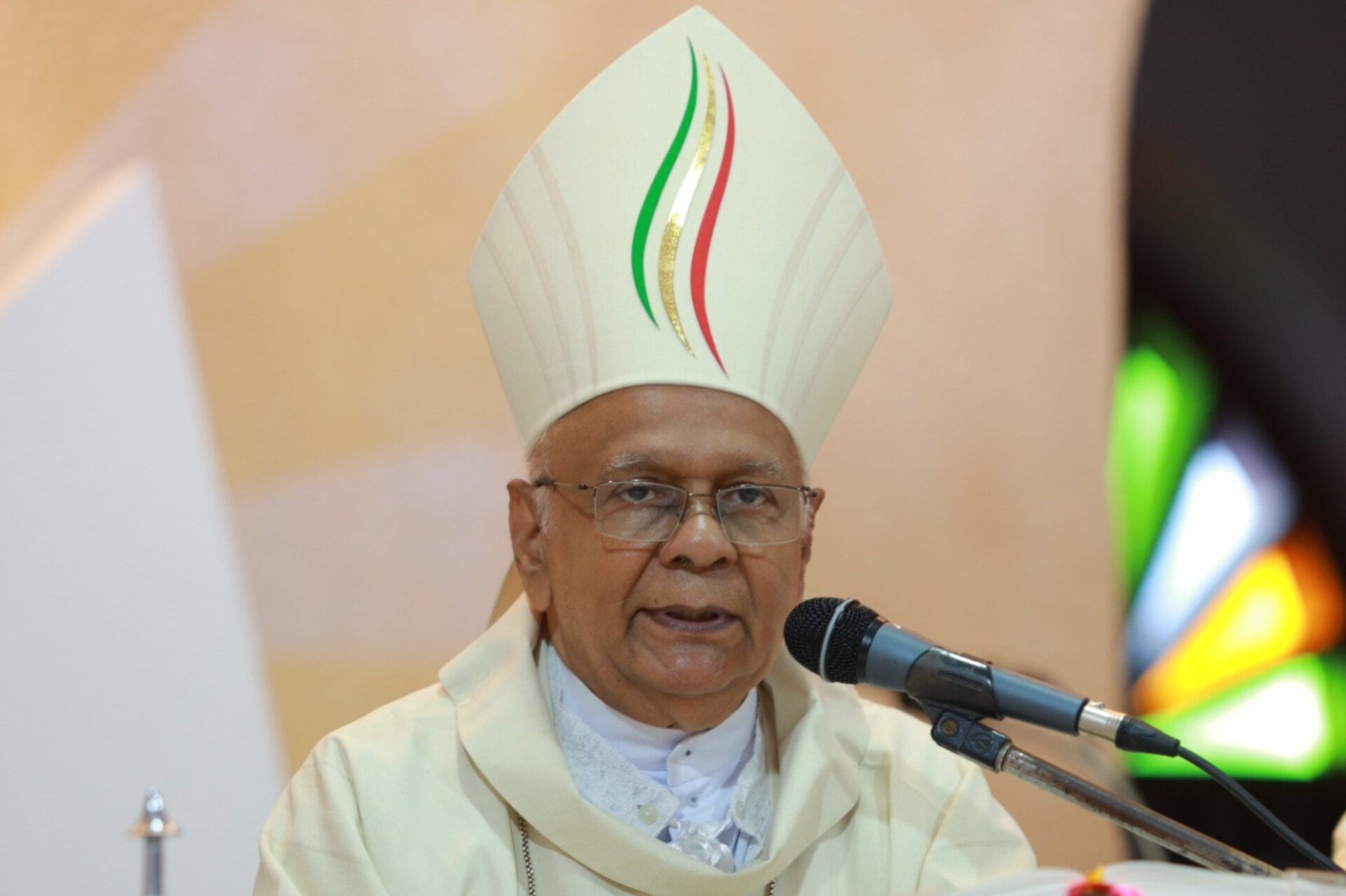
Joseph Kariyil (2023)

Joseph Kariyil (* 11. Januar 1949 in Arthunkal, Kerala) ist ein indischer römisch-katholischer Geistlicher und emeritierter Bischof von Cochin.

## Leben
Joseph Kariyil empfing am 19. Dezember 1973 die Priesterweihe.
Papst Johannes Paul II. ernannte ihn am 12. März 2005 zum Bischof von Punalur. Die Bischofsweihe spendete ihm der emeritierte Bischof von Punalur, Mathias Kappil, am 3. Mai desselben Jahres; Mitkonsekratoren waren Stanley Roman, Bischof von Quilon, und Vincent Samuel, Bischof von Neyyattinkara.
Am 8. Mai 2009 ernannte ihn Papst Benedikt XVI. zum Bischof von Cochin. Die feierliche Amtseinführung fand am 5. Juli desselben Jahres statt.
Am 2. März 2024 nahm Papst Franziskus seinen altersbedingten Rücktritt an.